# Cynorkis humblotiana
Cynorkis humblotiana är en orkidéart som beskrevs av Friedrich Fritz Wilhelm Ludwig Kraenzlin. Cynorkis humblotiana ingår i släktet Cynorkis, och familjen orkidéer.
Artens utbredningsområde är Komorerna. Inga underarter finns listade i Catalogue of Life.